# Mikrotik
„Микротиклс“ (Mikrotīkls Ltd.), известна също като „Микротик“ (MikroTik), е компания в Рига, Латвия.
Тя е производител на оборудване за компютърни мрежи.